# Uomini duri
Uomini duri è un film del 1974 diretto da Duccio Tessari coprodotto tra Italia, Francia e Stati Uniti d'America.

## Trama
A New York, il manesco padre Charlie e il poliziotto nero Lee Stevens indagano su un omicidio di un uomo, ucciso da ignoti.

## Colonna sonora
La colonna sonora del film è stata composta da Isaac Hayes. L'LP, formato da nove brani e distribuito da Enterprise Records, è entrato nella Billboard 200.

## Distribuzione
- USA: 15 marzo 1974[2]
- Francia: 29 maggio 1974[2]
- Italia: 13 agosto 1974[2]

## Accoglienza
Il film ha incassato complessivamente 761.271.000 di lire italiane.